# 石神村 (岐阜県)
石神村（いしがみむら）はかつて岐阜県本巣郡に存在した村である。現在の本巣市石神に該当する。

## 歴史
- 江戸時代、大野郡石神村であった。
- 1889年（明治22年）7月1日 - 町村制により石神村発足。同時に大野郡から本巣郡に移る。
- 1897年（明治30年）4月1日 - 有里村・数屋村・上高屋村・随原村・長屋村・見延村と合併し、一色村が発足。同日石神村廃止。